# 杰瑞·卡拉贝斯
杰拉德·A·卡拉贝斯（英語：Gerald A. Calabrese，1925年2月4日—2015年4月13日），美国NBA联盟的职业篮球运动员。